# Juniperus convallium
Juniperus convallium es una especie de conífera perteneciente a la familia Cupressaceae. Se encuentra solamente en China.

## Descripción
Es un árbol de hoja perenne, raramente como arbusto. Las ramas densas, rectas o dobladas de hasta 1 mm de grosor, y con la sección transversal en forma de lápiz, rara vez de forma rectangular. Hay dos diferentes formas de hojas . Las hojas como escamas de color gris-verde, que pueden alcanzar una longitud de 1,5 a 2 mm y una anchura de 0,8 a 1 milímetro, que están curvadas hacia adentro o hacia afuera, y tienen en la proximidad de la base de aguja a una glándula de resina. También las hojas aciculares gris-verdes, que sólo se encuentran en los árboles jóvenes de una longitud de 3 a 8 mm, y están curvados en la parte superior de la aguja hacia el interior. Puede ser tanto dioica como monoica. Los conos masculinos tienen un diámetro de 1,5 a 3 milímetros. 

## Distribución y hábitat
El área de distribución natural es China. Cubre la parte sur de la provincia de Qinghai, noroeste de Sichuan y la parte oriental de la Región Autónoma del Tíbet, donde se encuentra a una altitud de 2200 a 4300 metros en las regiones montañosas donde crece principalmente en los bosques de coníferas.

## Taxonomía
Juniperus convallium fue descrita por Rehder & E.H.Wilson y publicado en Plantae Wilsonianae an enumeration of the woody plants collected in Western China for the Arnold Arboretum of Harvard University during the years 1907, 1908 and 1910 by E.H. Wilson edited by Charles Sprague Sargent ... 2(1): 62. 1914.
Etimología
Juniperus: nombre genérico que procede del latín iuniperus, que es el nombre del enebro.
convallium: epíteto
Sinonimia
- Juniperus mekongensis Kom.
- Juniperus ramulosa Florin[5][6]

var. convallium
- Sabina convallium (Rehder & E.H. Wilson) W.C. Cheng & L.K. Fu
- Sabina mekongensis (Kom.) Kom.